# Lucignano d’Arbia
Lucignano d’Arbia ist ein Ortsteil (Fraktion, italienisch frazione) von Monteroni d’Arbia in der Provinz Siena, Region Toskana in Italien.

## Geografie
Der Ort liegt ca. 2 km südlich des Hauptortes Monteroni d’Arbia, ca. 15 km südöstlich der Provinzhauptstadt Siena und ca. 62 km südöstlich der Regionshauptstadt Florenz. Der Ort liegt am westlichen Rand der Crete Senesi am Fluss Arbia und somit im Arbiatal (Val d’Arbia). Der Ort liegt bei 193 m und hatte 2001 ca. 130 Einwohner. 2017 waren es 164.

## Geschichte
Aufgrund der vielen gleichnamigen Orte in der Umgebung sind Zuordnungen von Dokumenten schwierig. Das im frühen zehnten Jahrhundert erwähnte Lucignano di Val d’Arbia mit der Kirche Santa Cristina bezieht sich wahrscheinlich auf das Lucignano in der heutigen Gemeinde Gaiole in Chianti, auch Lucignano della Berardenga, Lucignano del Chianti oder Lucignanello genannt. Dieser Ort im südlichen Gemeindegebiet von Gaiole, unweit der Gemeindegrenze zu Castelnuovo Berardenga, liegt ebenfalls im Arbiatal, allerdings im Chianti-Gebiet ca. 20 km nördlich. Die Möglichkeit, das es sich im erwähnten Dokument um das heutige Lucignano d’Arbia handelt, besteht weiterhin und wird auch als wahrscheinlich bezeichnet.
Eine Inschrift an der alten Fassade an der Kirche San Giovanni Battista weist auf das Jahr 1110 hin, aber erstmals schriftlich erwähnt wurde der Ort am 29. Juni 1186, als der Bischof von Siena, Gunterone (Gontamo), ein Schriftstück zum Streit über Besitzansprüche in der Gegend der Familien Guillieschi (Guiglieschi) und Ardengheschi verfasste. Hierbei setzte er Palmiero di Malagalla als Prokurator ein. Drei Jahre später wird der Ort von Papst Clemens III. als Besitztum des Bistums Siena genannt. Der Streit von 1186 weckte auch das Interesse der Stadt Siena, die im selben Jahr den Guiglieschi das Recht absprach, an dieser Stelle eine Burg zu errichten, da der Ort innerhalb der zwölf Meilenn-Zone von Siena liegt. Dieses Privileg war der Stadt Siena 1158 von Friedrich I. zugestanden worden. Trotz des Verbotes bauten die Guiglieschi die Burg, die dann 1253 von auf dem Verhandlungswege von Siena unterworfen wurde.
Im Jahr 1318 erscheint der Ort in den Besitzbüchern (Tavola delle possessioni) der Salimbeni aus Siena. Dem Antonio di Salimbene gehörten hiernach 10 staiori und 50 tabule im Wert von 220 Lire. Ab 1323 wird seine Tochter Nesi als Eigentümerin aufgeführt. Im März 1404 wird dokumentiert, das Antonio di Pietro Salimbeni die Pieve di Lucignano in Val d’Arbia nach Streitigkeiten zurückerhielt. Die Salimbeni konnten sich bis 1418 in der Gegend halten. Die Statuten (statutello) des Ortes stammen von Antonio di Johanni Gennari aus dem Jahr 1409 oder von Nanni di Goro Sansedoni und entstanden im Jahr 1429.

## Sehenswürdigkeiten

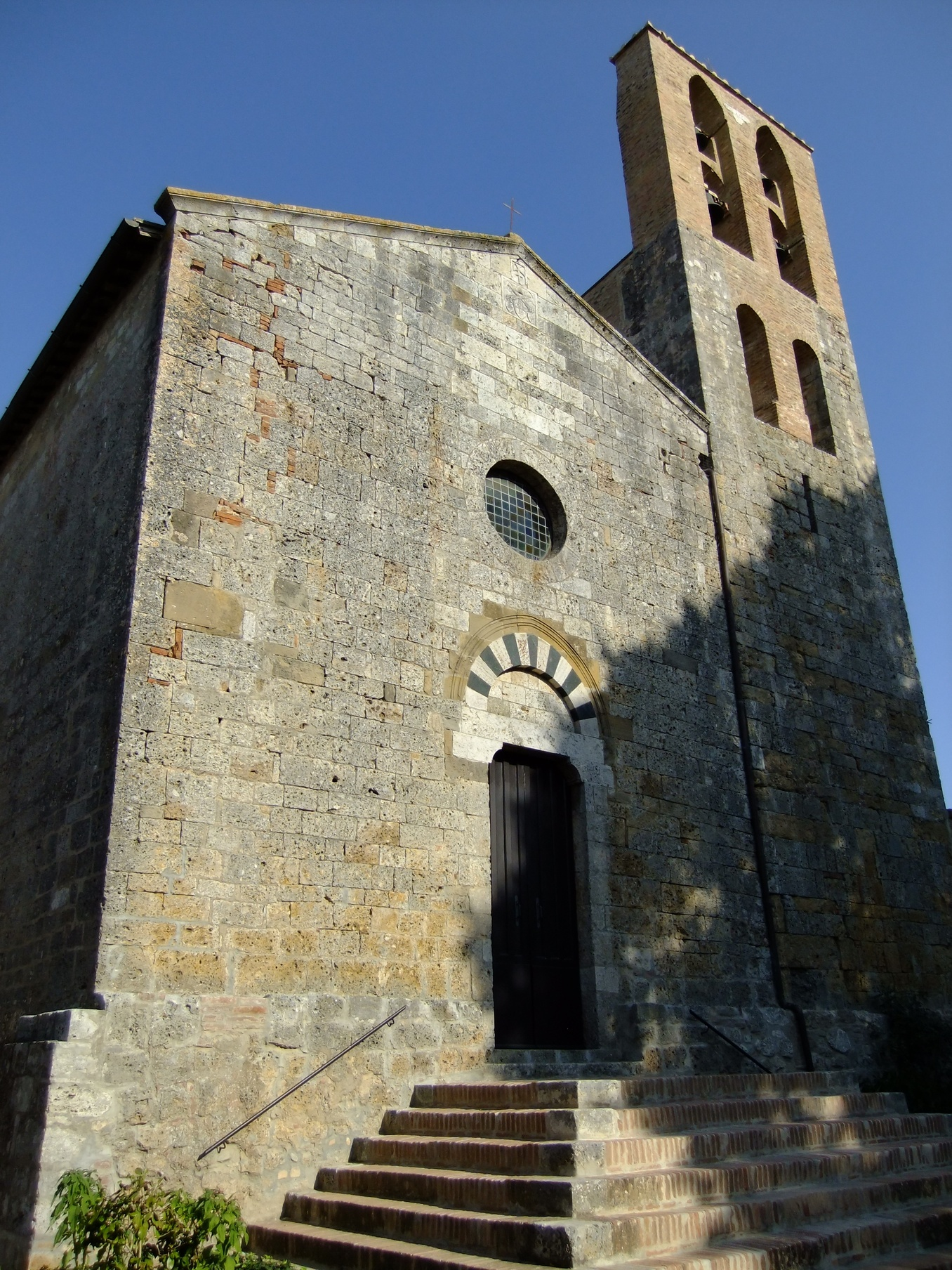
Pieve di San Giovanni Battista

- Pieve di San Giovanni Battista, Pieve im Erzbistum Siena-Colle di Val d’Elsa-Montalcino. Wurde bereits im 10. Jahrhundert erwähnt[10] und 1110 vergrößert und erneuert.[1] Enthält von Bartolomeo Neroni (Il Riccio genannt) das Gemälde Crocifissione con la Madonna e i Santi Maria Cleofe, Giovanni Battista, Agostino, Caterina d’Alessandria, Sebastiano (rechter Altar), von Simondio Salimbeni das Gemälde San Rocco, Maria Maddalena, Girolamo in adorazione della Croce (links), und von Dionisio Burbarini das Leinwandgemälde Santissimo Sacramento e i Santi Nicola da Tolentino e Antonio da Padova in adorazione (1684 für den Altar der Compania laicale di San Giovanni Battista entstanden). Das 1955 wiederentdeckte Tafelgemälde Madonna col Bambino von Simone Martini befindet sich heute in der Pinacoteca Nazionale di Siena.[10] 1875 fanden Restaurierung statt, die unter der Leitung von Giuseppe Partini standen.[11]
- Stadtmauern aus dem 13. Jahrhundert, nur noch zum Teil vorhanden, mit den beiden Stadttoren Porta Nord und Porta Sud (beide noch erhalten), darunter das Porta del Cassero (Porta Nord).

## Verkehr
- Lucignano d’Arbia liegt an der Via Cassia und an der Via Francigena.
- Der Haltepunkt Lucignano d’Arbia an der Ferrovia Siena-Grosseto wird heute nicht mehr bedient.